# 4499 Davidallen
4499 Davidallen је астероид главног астероидног појаса са средњом удаљеношћу од Сунца која износи 3,179 астрономских јединица (АЈ).
Апсолутна магнитуда астероида је 12,2.